# دانشکده ادبیات دانشگاه مازندران
دانشکده ادبیات دانشگاه مازندران مربوط به دوره پهلوی اول است و در بابلسر، شمال خیابان پاسداران واقع شده و این اثر در تاریخ ۲۹ تیر ۱۳۷۸ با شمارهٔ ثبت ۲۳۵۳ به‌عنوان یکی از آثار ملی ایران به ثبت رسیده است.